# Konung Carl XVI Gustafs jubileumsminnestecken IV
Konung Carl XVI Gustafs jubileumsminnestecken IV är en minnesmedalj till minne av konung Carl XVI Gustafs 50-årsjubileum som Sveriges regent, 15 september 2023.

## Bakgrund
Jubileumsminnesmedalj instiftades i Hovprotokoll den 28 april 2023 och delades ut i samband med jubileet av H.M. Konungens 50-årsjubileum som regent i Sverige, 15 september 2023. Uppdraget att prägla medaljerna gick till Svenska Medalj i Eskilstuna.

## Kriterier
Medaljen tilldelades medlemmar av den kungliga familjen, gäster närvarande vid Te Deum i Slottskyrkan samt anställda vid Kungliga Hovstaterna.

## Utformning
Tecknet är präglat i förgyllt finsilver och på åtsidan försett med Ernst Nordins profilporträtt av H.M. Konungen med fem gyllene stjärnor symboliserande de gångna 50 åren, samt två korslagda grankvistar. Frånsidan upptar H.M. Konungens monogram, årtalen 1973–2023 samt fem gyllene stjärnor. Tecknet har fem hörn, symboliserande de fem decennierna, krönt av en kunglig krona och bärs i Serafimerordens ljusblå band med fem guldränder som markerar de 50 regeringsåren.

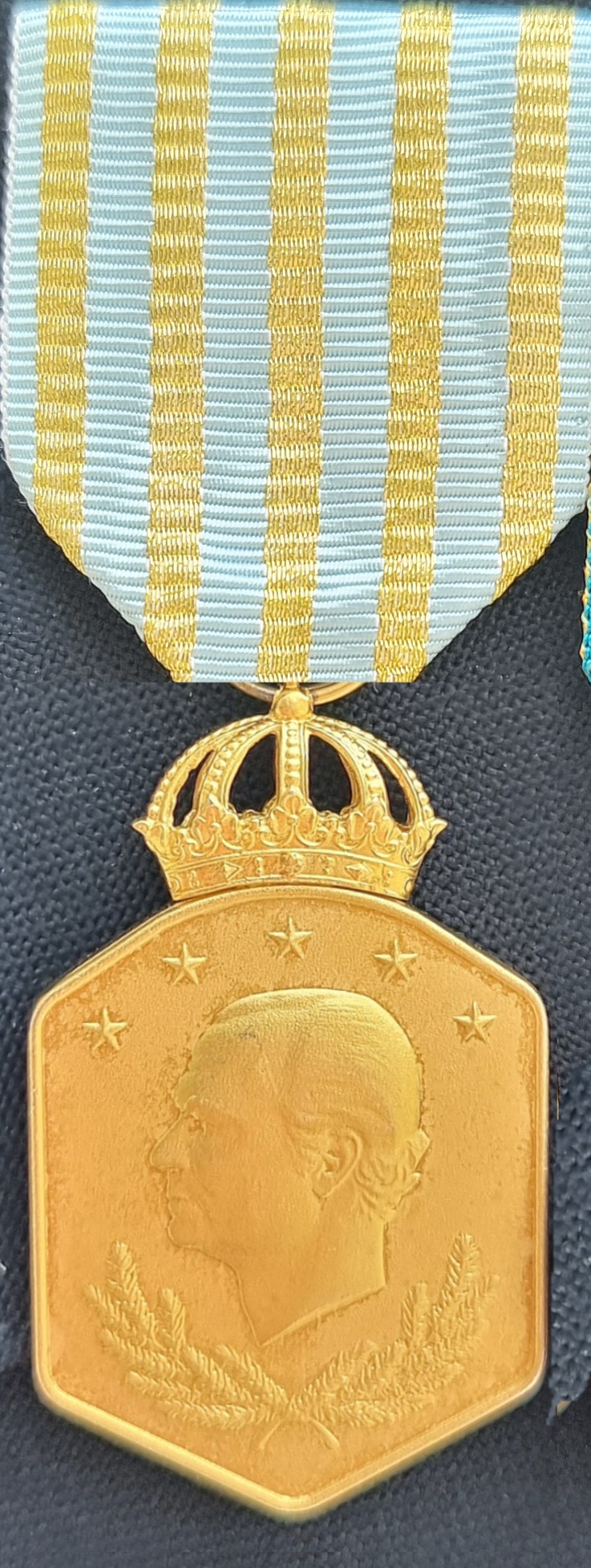
Carl XVI Gustafs jubileumsminnestecken åtsida

## Bärandeordning
Medaljen är ett kungligt minnestecken och ska således bäras efter Serafimerorden och svenska krigsdekorationer men före kungliga medaljer och de resterande kungliga riddarordnarna. Hur medaljen ska bäras tillsammans med andra kungliga minnestecken råder det skilda åsikter kring. Försvarsmakten menar att minnesmedaljen ska vara efter Konung Carl XVI Gustafs jubileumsminnestecken III, medan Kungl. Maj:ts Orden menar att den ska vara före.